# Marco Bracci
Marco Bracci (Fucecchio, 23 de agosto de 1966) é um ex-jogador de voleibol da Itália que competiu nos Jogos Olímpicos de 1988, 1992, 1996 e 2000.
Em 1988, ele participou de três jogos e o time italiano finalizou na nona colocação na competição olímpica. Quatro anos depois, Marco jogou em quatro confrontos e terminou na quinta posição com o conjunto italiano no campeonato olímpico de 1992. Em 1996, ele fez parte da equipe italiana que conquistou a medalha de prata no torneio olímpico, no qual atuou em seis partidas. Bracci fez a sua última participação em Olimpíadas nos jogos de 2000, onde participou de cinco partidas e ganhou a medalha de bronze com a seleção italiana.